# Buteco In Boston
Buteco In Boston é o nono álbum ao vivo do cantor e compositor  brasileiro Gusttavo Lima lançado previamente em 16 de dezembro de 2021 e em versão completa em 28 de dezembro do mesmo ano pela gravadora Sony Music Brasil. O álbum é um marco na carreira de Gusttavo, sendo o primeiro gravado fora do Brasil pelo cantor.

## Sobre o álbum

### Gravações
O DVD foi gravado numa estrutura alocada no Aeroporto de Fitchburg, em Boston, nos Estados Unidos, sendo essa, segundo o jornal Metrópoles, a maior já feita no país. Nos shows, Gusttavo cantou ao lado de Prince Royce, o "rei da bachata", ritmo que fez sucesso na voz do cantor sertanejo. Lima também homenageou sua mãe, Sebastiana Batista, falecida em 19 de dezembro de 2015.

### Resultados
Após o lançamento do álbum nas plataformas digitais, este teve 5 de seus singles no Top 200 da plataforma Spotify.

## Lista de faixas
| N.º | Título                                    | Compositor(es)                                                         | Duração |  |
| 0.  | "O Ex da Sua Vida"                        | Adryel Lima                                                            | 3:46    |  |
| 1.  | "Nota de Repúdio"                         | Edu Moura Felipe Viana Davi Matheus Thales                             | 2:44    |  |
| 2.  | "Bloqueado"                               | Rodrigo Reis Kinho Chefão Renno                                        | 2:48    |  |
| 3.  | "Quebrando Protocolo" (com Dendelzinho)   | Denner Ferrari Marco Carvalho Marco Esteves Thales Lessa               | 2:55    |  |
| 4.  | "Não Me Arranha"                          | Bruno César Ricardo Vismarck Ronael Cristian Luz                       | 2:39    |  |
| 5.  | "Inventor dos Amores"                     | Gusttavo Lima                                                          | 3:20    |  |
| 6.  | "Eu Tava Lá"                              | Wallas Dias Henrique Alves Michael Wesley Luciano Lima Simini          | 3:19    |  |
| 7.  | "I Love You Baby"                         | Renno Junior Gomes Thales Lessa De Ângelo                              | 2:19    |  |
| 8.  | "Lado Emocional"                          | Felipe Kef Kaique Kef Nudoze Philipe Pancadinha Victor Hugo            | 3:04    |  |
| 9.  | "Ficha Limpa"                             | Edson Garcia Felipe Marins Marcia Araújo Nicolas Damasceno             | 3:14    |  |
| 10. | "Declaração de Amor"                      | Gomez Escolar Roldan Luis Altay Veloso da Silva                        | 3:59    |  |
| 11. | "Veneno" (com Prince Royce)               | Samuel Deolli D'lesly "Dice" Lora Yonathan Then Salim Fernando Asencio | 3:25    |  |
| 12. | "Em Qualquer Lugar"                       | Ruan Lima Kadu Martins Vittinho no Beat                                | 2:56    |  |
| 13. | "Se"                                      | Amanda Borges Zé André Rodolfo Alessi Mateus Felix Denner Ferrari      | 2:55    |  |
| 14. | "Larga essa Rua"                          | Lahlima Marcelo Lima Gabriel Vittor                                    | 3:36    |  |
| 15. | "Pendência"                               | Amanda Borges Zé André Kauê Segundeiro Murilo Costa Mateus Candotti    | 2:58    |  |
| 16. | "Prefiro Nem Saber"                       | Cristian Luz Edu Moura Mateus Candotti Thales Gui                      | 3:19    |  |
| 17. | "Teste de Farmácia"                       | Felipe Aladin                                                          | 2:38    |  |
| 18. | "Tempo de Beber"                          | Denner Ferrari Marco Carvalho Marco Esteves Thales Lessa               | 2:41    |  |
| 19. | "Te Amo Cada Vez Mais (To Love You More)" | David Foster Edgar Bronfman Roberto Merli                              | 4:58    |  |